# Jim Rice
James Edward „Jim“ oder „Jim Ed“ Rice (* 8. März 1953 in Anderson, South Carolina) ist ein ehemaliger US-amerikanischer Baseballspieler in der Major League Baseball (MLB).

## Karriere
Rice spielte die Positionen Left Fielder und Designated Hitter. Er wurde am 26. Juli 2009 als 103. von der Baseball Writers’ Association of America (BBWAA) gewähltes Mitglied in die Baseball Hall of Fame aufgenommen. Rice spielte seine gesamte 16-jährige Baseballkarriere für die Boston Red Sox.
Rice war achtmal All-Star der American League (AL) und wurde 1978 zum Most Valuable Player der AL ernannt, nachdem er als erster Major-League-Spieler seit 19 Jahren 400 Total Bases erzielt hatte (entspricht der Gesamtanzahl der Laufmale = Bases, die ein Spieler mit erfolgreichen Treffern = Hits, gewonnen hat). Er war der neunte Spieler, der in der Major League in aufeinander folgenden Spielzeiten die meisten Bases erzielte. Zusammen mit Ty Cobb war er einer von zwei Spielern, die drei Jahre hintereinander die AL bei den Total Bases anführten. Er schlug sieben Mal einen Batting Average von .300, erzielte acht Mal 100 Runs Batted In (RBI), vier Mal 200 Hits und hatte 11 Saisons mit 20 Home Runs. Außerdem führte er die Liga dreimal bei den Home Runs und je zweimal bei den RBIs und dem Slugging-Prozentsatz an.
Von 1975 bis 1980 gehörte er zusammen mit Fred Lynn und Dwight Evans (der während seiner gesamten Karriere sein Teamkollege war) zu den großen Outfieldern des Sports. Rice setzte die Tradition seiner Vorgänger Ted Williams und Carl Yastrzemski als kraftstrotzender Left Fielder fort, der seine gesamte Karriere für die Red Sox spielte. Er beendete seine Karriere mit einem Slugging-Prozentsatz von .502 und belegte mit 382 Home Runs den zehnten Platz in der AL-Geschichte. Seine Karriererekorde in Bezug auf Home Runs, Hits (2.452), RBI (1.451) und Gesamtbases (4.129) sind nach wie vor Red Sox-Rekorde für einen Rechtshänder, wobei Evans schließlich seine Bostoner Rekorde in Bezug auf erzielte Runs, At Bats und Extra-Base-Hits durch einen Rechtshänder übertraf. Als Rice in den Ruhestand ging, waren seine 1.503 Spiele im linken Feld der siebte Platz in der Geschichte der AL.

## Bemerkenswerte Spielzeiten
In den unteren Ligen war Rice' Three-run-Home-Runs der Schlüssel zum 5:2-Sieg der Pawtucket Red Sox (International League) gegen die Tulsa Oilers (American Association) in der Junior World Series 1973. Nachdem er 1974 in der International League zum Rookie des Jahres, zum wertvollsten Spieler und zum Gewinner der Triple Crown gekürt worden war, wurde er zusammen mit seinem Rookie-Teamkollegen Fred Lynn gleichzeitig zu den Red Sox befördert. Die beiden wurden dort als "Gold Dust Twins" bekannt. 1975 wurde er in der Red Sox-Organisation zum Vollzeitspieler befördert und belegte den zweiten Platz bei der Wahl zum Rookie des Jahres der American League und den dritten Platz bei der Wahl zum wertvollsten Spieler, nachdem er die Saison mit 174 Basehits, 102 geschlagenen Runs, einem Schlagdurchschnitt von .309 und 22 Home Runs beendet hatte; Lynn gewann beide Auszeichnungen. Die Red Sox gewannen die East Division der AL, aber Rice spielte weder in der American League Championship Series noch in der World Series, da er sich in der letzten Woche der regulären Saison eine Verletzung am Handgelenk zuzog, als er von einem Pitch getroffen wurde. Die Red Sox verloren die World Series mit 4 zu 3 Spielen gegen die Cincinnati Reds aus der National League (NL).
1978 gewann Rice die Auszeichnung als wertvollster Spieler in einer Saison, in der er einen Schlagdurchschnitt von .315 schlug (Dritter in der Liga) und die Liga in Bezug auf Home Runs (46), RBI (139), Hits (213), Triples (15), Gesamtbasen (406, ein Rekord der Red Sox) und Slugging-Prozentsatz (.600) anführte. Er ist einer von nur zwei AL-Spielern, die ihre Liga in derselben Saison sowohl bei den Triples als auch bei den Home Runs anführten, und er bleibt der einzige Spieler, der die Major Leagues in derselben Saison bei Triples, Home Runs und RBIs anführte. Seine 406 Gesamtbases in jenem Jahr waren die meisten in der AL seit Joe DiMaggio mit 418 im Jahr 1937, und Rice war der erste Major-League-Spieler mit 400 oder mehr Gesamtbases seit Hank Aarons 400. im Jahr 1959. Dieses Kunststück wurde erst 1997 wiederholt, als Larry Walker in der NL 409 erzielte. Seit Rice im Jahr 1978 hat dies kein AL-Spieler mehr geschafft, und seine Zahl bleibt die dritthöchste eines AL-Rechtshänders hinter DiMaggio und Jimmie Foxx (438 im Jahr 1932).
Im Jahr 1986 hatte Rice 200 Hits, schlug ein Batting Average von .324 und hatte 110 RBIs. Die Red Sox schafften es zum zweiten Mal in seiner Karriere in die World Series. Dieses Mal spielte Rice in allen 14 Spielen der Postseason, in denen er 14 Treffer erzielte, darunter zwei Home Runs. Außerdem erzielte er 14 Runs und trug sechs Runs bei. Die 14 Runs, die Rice erzielte, sind die fünftmeisten, die ein einzelner Spieler in einem Jahr in der Postseason erzielt hat. Die Red Sox verloren die World Series gegen die New York Mets mit 4:3. Es war das vierte Mal in Folge, dass Boston in der World Series antrat und sie in sieben Spielen verlor.

## Leistungen in der Laufbahn
Rice führte die AL dreimal in Home Runs (1977, 1978, 1983), zweimal in RBI (1978, 1983), zweimal in Slugging-Prozentsatz (1977, 1978) und viermal in Total Bases (1977–1979, 1983) an. Außerdem wurde er 1983 und 1984 mit dem Silver Slugger Award ausgezeichnet (die Auszeichnung wurde 1980 eingeführt). Rice schlug viermal mindestens 39 Home Runs in einer Saison, hatte acht Saisons mit 100 RBIs und vier Saisons mit mehr als 200 Hits, und schlug siebenmal über .300. Er beendete seine 16-jährige Karriere mit einem Schlagdurchschnitt von .298, 373 Doubles, 79 Triples, 382 Home Runs, 1.451 RBIs, 1.249 erzielten Runs, 2.452 Hits, 670 Walks und 4.129 Gesamtbases. Er war achtmal All-Star der American League (1977–1980, 1983–1986). Er gewann 1978 die MVP-Auszeichnung der American League und landete fünf weitere Male unter den ersten fünf bei der MVP-Wahl (1975, 1977, 1979, 1983, 1986).
Rice ist der einzige Spieler in der Geschichte, der die Liga bei Home Runs, RBIs und Triples im selben Jahr anführt. Er ist auch der einzige Spieler in der Geschichte der Major League, der in drei aufeinanderfolgenden Jahren über 200 Hits und 39 oder mehr Home Runs erzielte. Er hält den AL-Rekord, die Liga in drei aufeinanderfolgenden Saisons bei den Gesamtbases anzuführen, und war einer von drei AL-Spielern, die in drei aufeinanderfolgenden Saisons mindestens 39 Home Runs erzielten und dabei eine Schlagzahl von .315 oder höher hatten. Von 1975 bis 1986 führte Rice die AL in Bezug auf die Anzahl der gespielten Spiele, At Bats, erzielten Runs, Hits, Home Runs, RBIs, Slugging-Prozentsatz, Total Bases, Extra-Base-Hits, Go-Ahead-RBIs, Multi-Hit-Spiele und Outfield-Assists an. Unter allen Spielern der Major League war Rice in dieser Zeit in fünf dieser Kategorien führend.
Im Jahr 1984 stellte er mit 36 verursachten Double Plays einen Major-League-Rekord für eine Saison auf. Mit 315 verursachten Double Plays durch Ground Balls in seiner Karriere liegt er an achter Stelle in der Geschichte der Major League; 1988 brach er den AL-Rekord von Brooks Robinson für einen Rechtshänder (297). Cal Ripken Jr. übertraf diese Marke schließlich 1999. Rice führte die Liga in dieser Kategorie vier Spielzeiten lang an (1982–1985), womit er den zuvor von Ernie Lombardi aufgestellten Rekord der Major League einstellte. Im Jahr 2009 führte Miguel Tejada in seiner fünften Saison die Liga in dieser Kategorie an und hält nun diesen Rekord. Während der Zeit, in der Rice die Statistik für Double Plays durch Ground Balls pro Saison anführte, hatte er auch durchschnittlich 112 RBIs pro Saison erzielt, was zehn mehr sind als Albert Pujols Marke von 102 nach seiner vierjährigen BIP-Führung. Die On-Base-Fähigkeiten von Rice' Teamkollegen brachten ihn während seiner Karriere über 2.000 Mal in eine Double-Play-Situation. Rice erzielte in diesen Situationen einen Batting Average von .310 und einen Slugging-Prozentsatz von .515, was besser ist als seine gesamten Karrierewerte in diesen Kategorien.
Rice konnte sowohl für Power (also eher auf die Erzielung von Home Runs ausgelegt, aber höherem Risiko für ein Aus) als auch für Average (ausgelegt für das Erreichen einer Base) schlagen, und derzeit liegen nur 12 andere Spieler im Ruhestand sowohl bei den Home Runs als auch beim Batting Average vor ihm: Hank Aaron, Jimmie Foxx, Lou Gehrig, Willie Mays, Stan Musial, Mel Ott, Babe Ruth, Ted Williams, Chipper Jones, Vladimir Guerrero, Mike Piazza und Larry Walker. Im Jahr 1981 nahmen Lawrence Ritter und Donald Honig ihn in ihr Buch The 100 Greatest Baseball Players of All Time auf.
Rice war ein hervorragender Left Fielder, der seine Karriere mit einem Fielding Percentage (eine Kennzahl, die angibt, wie oft ein Defensivspieler einen geschlagenen oder geworfenen Ball richtig behandelt) von .980 und 137 Outfield Assists beendete (vergleichbar mit Ted Williams Zahlen von .974 und 140). Obwohl er nie über große Schnelligkeit verfügte, hatte er einen starken Wurfarm und war gut in der Lage, die Flugbahnen zu meistern, die die Bälle beim Abprallen vom Green Monster nahmen, der Wand im linken Feld des Fenway Parks. Seine 21 Assists im Jahr 1983 sind die meisten eines Outfielders der Red Sox seit 1944, als Bob Johnson 23 hatte. Rice bestritt in seiner Karriere nicht nur 1543 Spiele als Outfielder, sondern trat auch in 530 Spielen als Designated Hitter auf.
Rice’ Nummer 14 wurde von den Red Sox in einer Zeremonie vor dem Spiel am 28. Juli 2009 in den Ruhestand versetzt und seitdem nicht mehr verwendet.